# 太平化学製品
太平化学製品株式会社（たいへいかがくせいひん）は、埼玉県川口市に本社を置く、合成樹脂や化成品の製造販売を行う企業である。東ソー株式会社の子会社。

## 沿革
- 1938年2月 - 田島化工株式会社を設立。
- 1945年8月 - 社名を太平工業株式会社と改称。
- 1947年2月 - 社名を太平化学製品株式会社と改称。